# Johann Adolf (Schleswig-Holstein-Sonderburg-Plön)

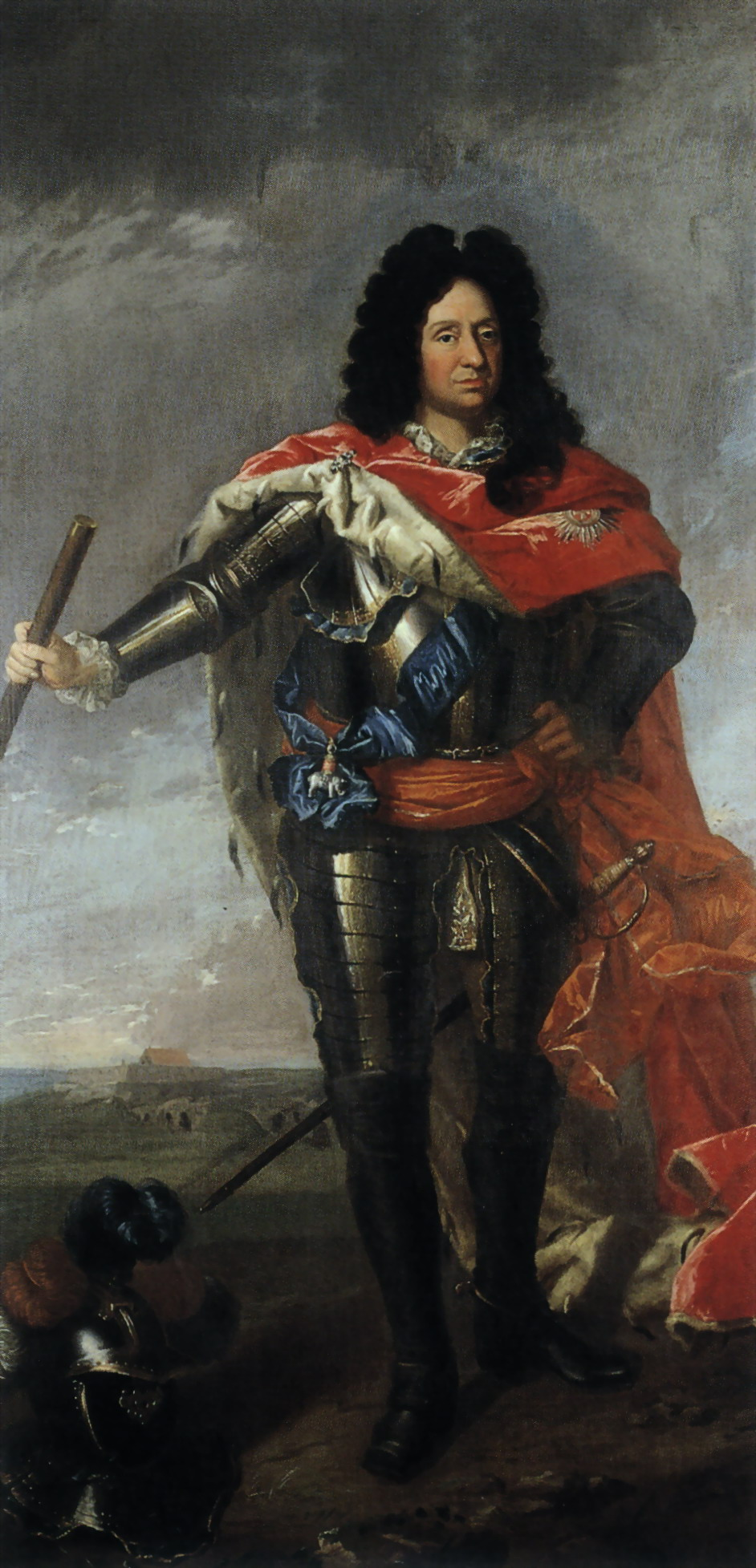
Postum gemaltes Porträt von Johann Adolf von Schleswig-Holstein-Sonderburg-Plön (Johann Valentin Tischbein, um 1750)

Johann (auch Hans) Adolf von Schleswig-Holstein-Sonderburg-Plön (* 8. April 1634 in Ahrensbök; † 2. Juli 1704 in Ruhleben) war der zweite Herzog von Schleswig-Holstein-Sonderburg-Plön, das aus einer Teilung des Herzogtums Schleswig-Holstein-Sonderburg hervorgegangen war. Als Militär diente er  im Generalsrang für verschiedene Territorien.

## Leben
Johann Adolf war der älteste Sohn des ersten Plöner Herzogs Joachim Ernst. Von 1645 bis 1650 machte er mit seinem ein Jahr jüngeren Bruder August eine Grand Tour durch europäische Länder, die ihn unter anderem nach England und Frankreich führte. 1671 trat er das Erbe seines Vaters als regierender Herzog an. Am 25. Oktober 1671 wurde ihm der höchste dänische Orden der Elefanten-Orden verliehen (124. Träger).
1684 ließ er das erste Jagdschloss in Traventhal errichten, 1685 die Johanniskirche und 1690 die Stadtkirche in Plön.
Hans Adolf diente in unterschiedlichen Armeen der Frühen Neuzeit und nahm an mehreren großen Kriegen seiner Epoche teil, unter anderem an den Türkenkriegen, und überließ die Verwaltung seines Herzogtums in diesen Zeiten weitgehend seiner Mutter und seiner Frau. 1664 wurde er kaiserlicher Generalfeldwachtmeister, 1668 Feldmarschallleutnant und 1676 Feldmarschall. 1674 wechselte er für kurze Zeit als Feldmarschall in das braunschweig-lüneburgische Fürstentum Calenberg. 1676 wurde er dänischer Feldmarschall. Schließlich diente er ab 1693 als Feldmarschall für die niederländische Republik der Sieben Vereinigten Provinzen.
Während seiner Herrschaft wurde auf dem zum Herzogtum gehörenden Jagdsitz in Traventhal der Frieden von Traventhal geschlossen, ein Teilereignis des Großen Nordischen Krieges.
Herzog Hans Adolf von Plön ist der Schwiegersohn von Rudolph August von Braunschweig-Wolfenbüttel. Kaiser Leopold I. beauftragte Hans Adolf als nahen Anverwandten, Herzog Rudolph August von seinem Bruder Anton Ulrich von Braunschweig-Wolfenbüttel zu trennen und trug ihm auf, das Mandat für die Trennung zu überbringen. (Siehe dazu „Zwietrachttaler“)

## Familie
Johann Adolf war mit Dorothea von Braunschweig-Wolfenbüttel verheiratet, einer Tochter Rudolf Augusts von Braunschweig-Wolfenbüttel. Kinder:
- Adolf August (* 29. März 1680; † 29. Juni 1704), verheiratet mit Elisabeth Sophie Marie von Schleswig-Holstein-Norburg (1683–1767)

- der gemeinsame Sohn, Leopold August (1702–1706), starb noch im Kindesalter

- Christian Carl (* 1689; † 27. Oktober 1704)
- Dorothea Sophie (1692–1765), verheiratet mit Adolf Friedrich III. von Mecklenburg-Strelitz

Herzog Johann Adolf starb 1704, wenige Tage nachdem sein Sohn Adolf August an einer „auszehrenden“ Krankheit gestorben war. Da Leopold August (Adolf Augusts Sohn und Johann Adolfs Enkel) 1706 im Kindesalter starb, ging das Erbe an den Neffen Johann Adolfs, Joachim Friedrich aus der Linie Schleswig-Holstein-Nordborg.